# Ildar Rajiljewitsch Fatkullin
Ildar Railewitsch Fatkullin (russisch Ильдар Раилевич Фаткуллин, wiss. Transliteration Il'dar Railevič Fatkullin; * 16. Oktober 1982 in Ufa) ist ein ehemaliger russischer Skispringer.

## Werdegang
Sein erstes internationales Springen bestritt Fatkullin am 28. November 1999 beim Weltcup im finnischen Kuopio. Das Springen auf der Großschanze beendete er auf dem 42. Platz. Am 14. Februar 2000 startete er bei der Skiflug-Weltmeisterschaft in Vikersund und flog dabei auf den 40. Platz. Am 2. Dezember 2000 konnte Fatkullin mit Platz 30 beim Springen in Kuopio erstmals Weltcup-Punkte gewinnen. Bei der Nordischen Skiweltmeisterschaft 2001 in Lahti erreichte er auf der Großschanze den 46. und auf der Normalschanze den 11. Platz.
Am 30. Dezember 2001 erreichte er mit Platz 8 in Oberstdorf das bislang beste Ergebnis seiner Karriere in einem Einzelspringen. Bei den Olympischen Winterspielen 2002 in Salt Lake City sprang er auf der Großschanze auf den 35. Platz. Ab der Saison 2002/03 sprang er zwischen den Weltcups auch einige Springen im Continental-Cup. Bei der Nordischen Skiweltmeisterschaft 2003 in Oberstdorf konnte er auf der Normalschanze 31. und auf der Großschanze den 32. Platz erreichen. Im Teamwettbewerb gelang ihm gemeinsam mit Dmitri Ipatow, Denis Kornilow und Dmitri Wassiljew auf der Normalschanze ein 5. und auf der Großschanze der 6. Platz.
Bei der Skiflug-Weltmeisterschaft 2006 am Kulm wurde er im Einzel 32. und mit dem Team Siebenter. Für die Olympischen Winterspiele 2006 stand er erneut im russischen Aufgebot. Jedoch erreichte er bei den Einzelspringen nur einen 44. Platz auf der Normalschanze und einen 41. Platz auf der Großschanze. Mit dem Team wurde er erneut nur Siebenter.
Nachdem er im Anschluss an die Spiele nicht mehr an seine früheren Leistungen anknüpfen konnte, sprang er am 17. Dezember 2006 sein letztes Weltcup-Springen in Engelberg. Am 1. Januar 2007 absolvierte er noch ein Springen im FIS Cup in Seefeld in Tirol. Seitdem ist er nicht mehr international gesprungen, sprang aber noch einige Jahre auf nationaler Ebene.

## Erfolge

### Weltcup-Platzierungen
| Saison  | Platz | Punkte |
| ------- | ----- | ------ |
| 2001/02 | 39.   | 096    |
| 2004/05 | 62.   | 020    |

### Schanzenrekorde
| Ort       | Land       | Weite               | aufgestellt am | Rekord bis     |
| --------- | ---------- | ------------------- | -------------- | -------------- |
| Innsbruck | Österreich | 127,0 m (HS: 130 m) | 3. Januar 2002 | 3. Januar 2002 |